# Comuna Știuca, Timiș
Știuca (în germană Ebendorf, în maghiară Csukás, în ucraineană Штюка) este o comună în județul Timiș, Banat, România, formată din satele Dragomirești, Oloșag, Știuca (reședința) și Zgribești.

## Istoric
Localitatea a fost reîntemeiată de coloniști germani începând din anul 1786 sub denumirea de Ebendorf, nume care l-a purtat până în anul 1901. Până la începutul anilor 70, majoritatea locuitorilor era de origine germană; începând cu anul 1969 s-au așezat în localitate locuitori de etnie ucraineană, care reprezintă în prezent majoritatea locuitorilor acestei localități. Majoritatea etnicilor germani au emigrat în anul 1990 în RFG.

## Politică
Comuna Știuca este administrată de un primar și un consiliu local compus din 11 consilieri. Primarul, Vasile Bejera[*], de la Partidul Național Liberal, este în funcție din 2004. Începând cu alegerile locale din 2024, consiliul local are următoarea componență pe partide politice:
|  | Partid                           | Consilieri | Componența Consiliului | Componența Consiliului | Componența Consiliului |
|  | -------------------------------- | ---------- | ---------------------- | ---------------------- | ---------------------- |
|  | Alianța pentru Unirea Românilor  | 3          |                        |                        |                        |
|  | Partidul Național Liberal        | 3          |                        |                        |                        |
|  | Partidul Social Democrat         | 3          |                        |                        |                        |
|  | Uniunea Ucrainenilor din România | 1          |                        |                        |                        |
|  | Partidul Verde                   | 1          |                        |                        |                        |

## Demografie
Componența etnică a comunei Știuca
     Ucraineni (56,81%)
     Români (36,02%)
     Alte etnii (7,18%)
Componența confesională a comunei Știuca
     Penticostali (31,44%)
     Ortodocși (29,44%)
     Baptiști (1,57%)
     Alte religii (30,97%)
     Necunoscută (6,57%)
Conform recensământului efectuat în 2021, populația comunei Știuca se ridică la 2.160 de locuitori, în creștere față de recensământul anterior din 2011, când fuseseră înregistrați 1.813 locuitori. Majoritatea locuitorilor sunt ucraineni (56,81%), cu o minoritate de români (36,02%). Din punct de vedere confesional, cei mai mulți locuitori sunt penticostali (31,44%), cu minorități de ortodocși (29,44%) și baptiști (1,57%), iar pentru 6,57% nu se cunoaște apartenența confesională.

## Vezi și
- Biserica de lemn din Dragomirești, Timiș
- Biserica Adormirea Maicii Domnului din Oloșag

## Galerie de imagini

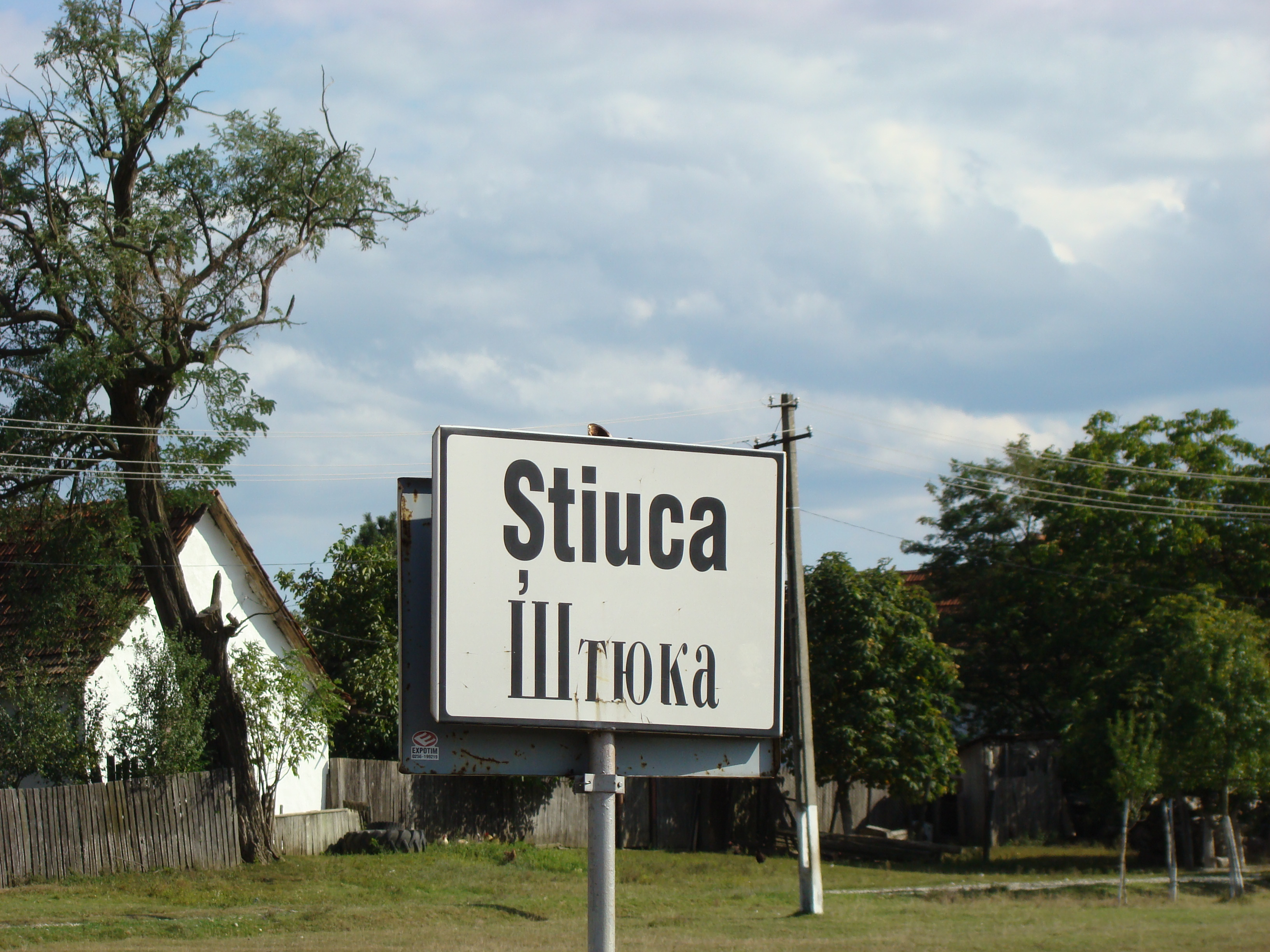
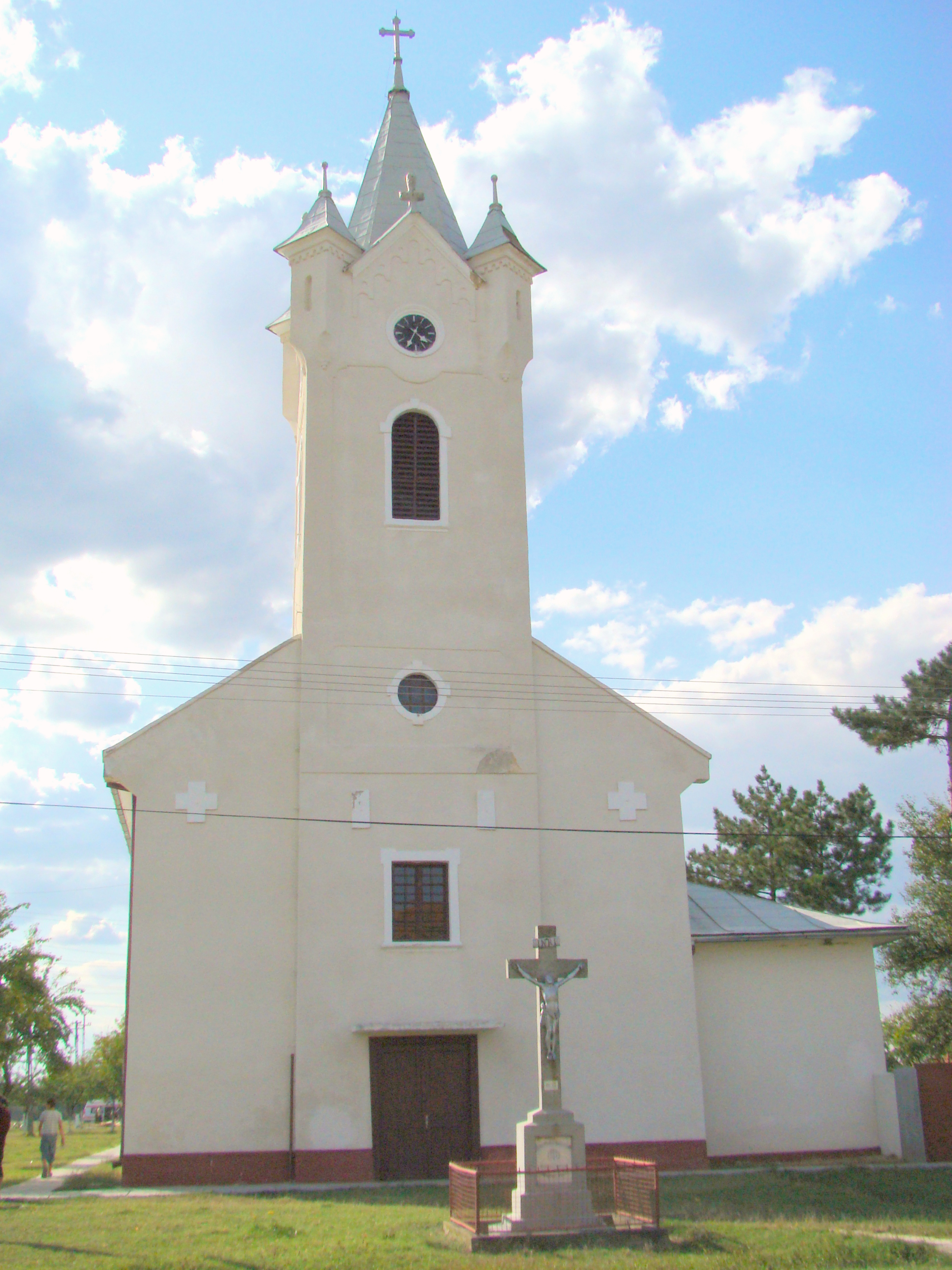
Biserica romano-catolică „Arhanghelul Mihail” (1798)
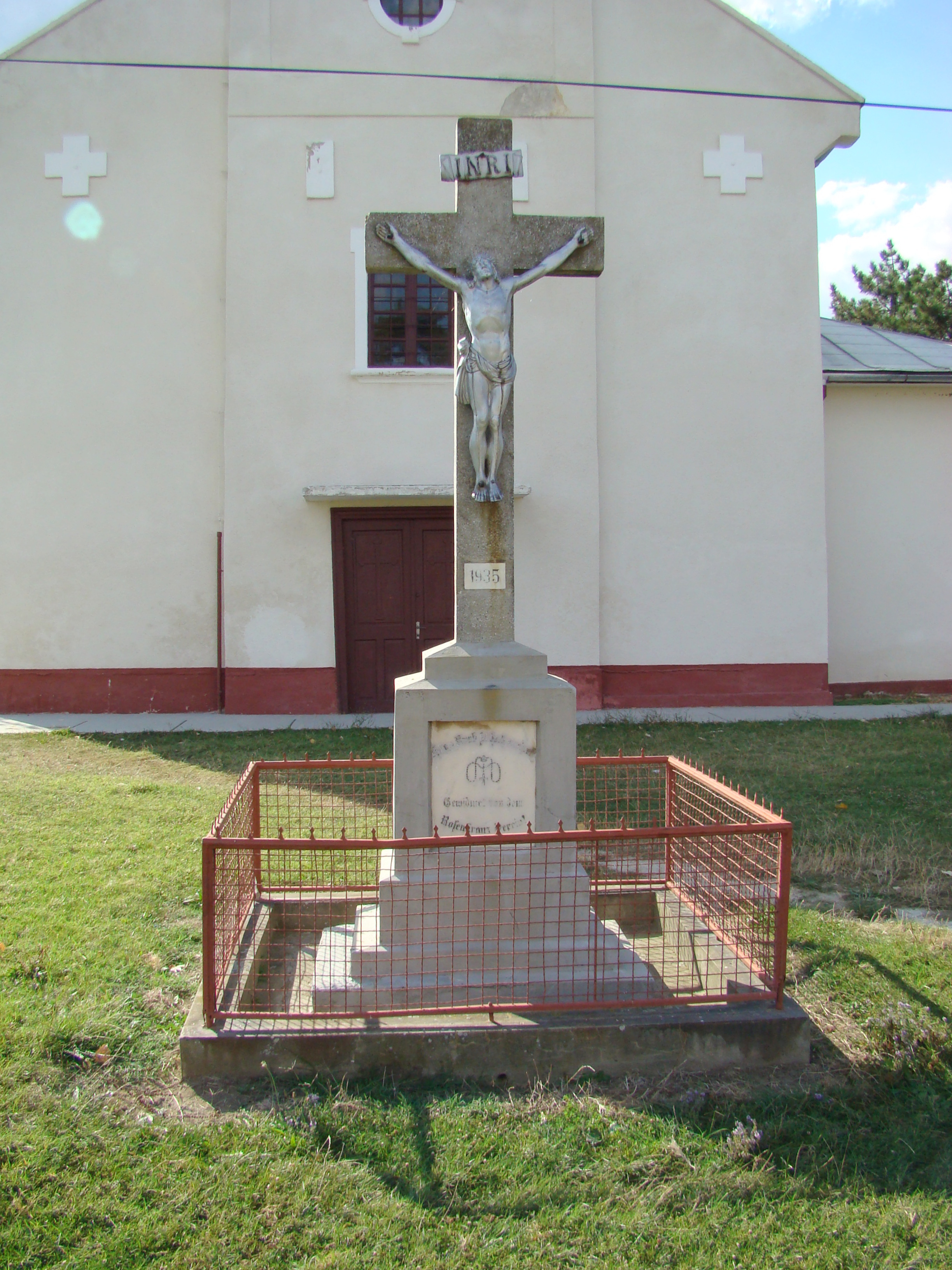
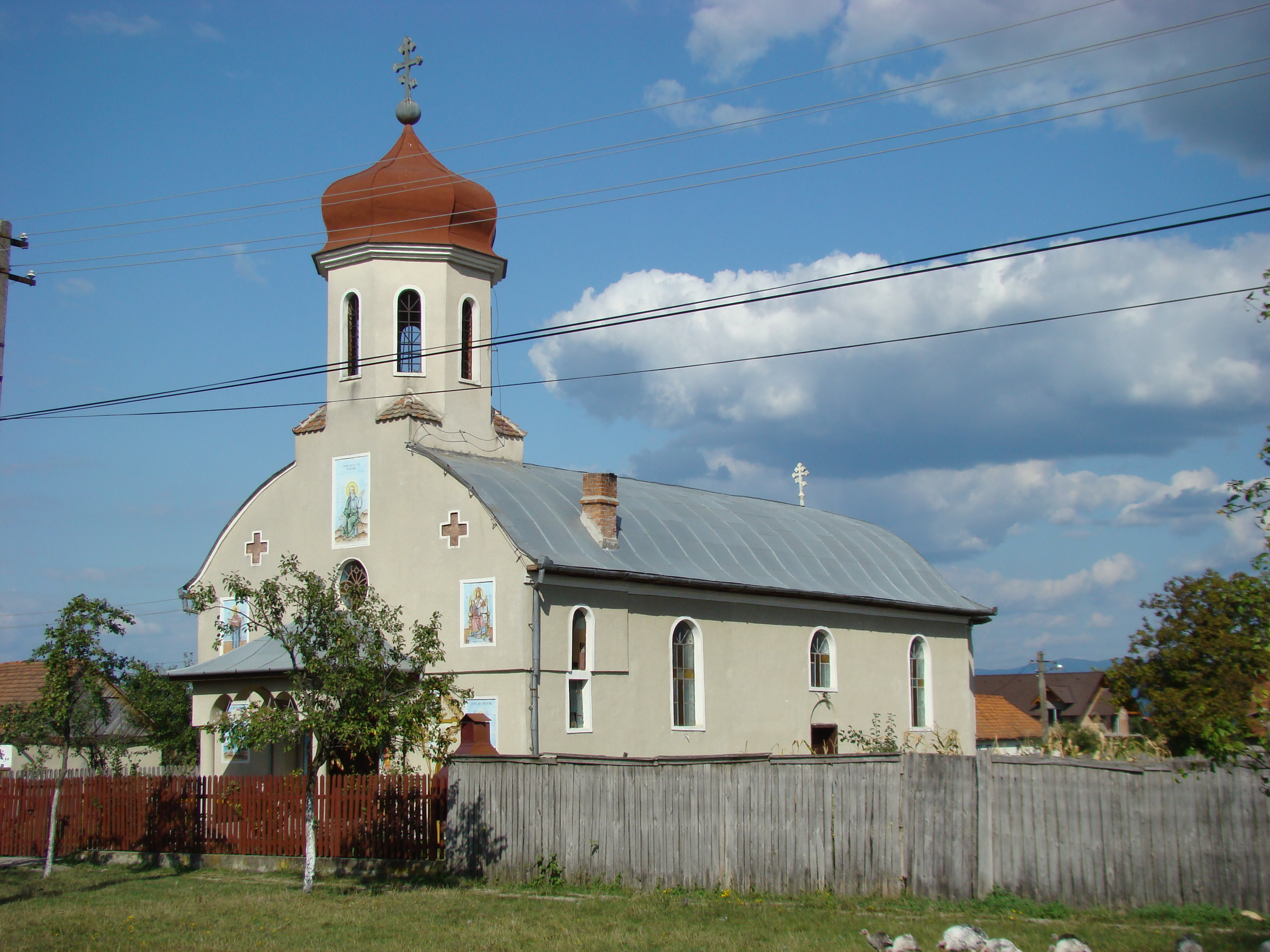
Biserica ortodoxă
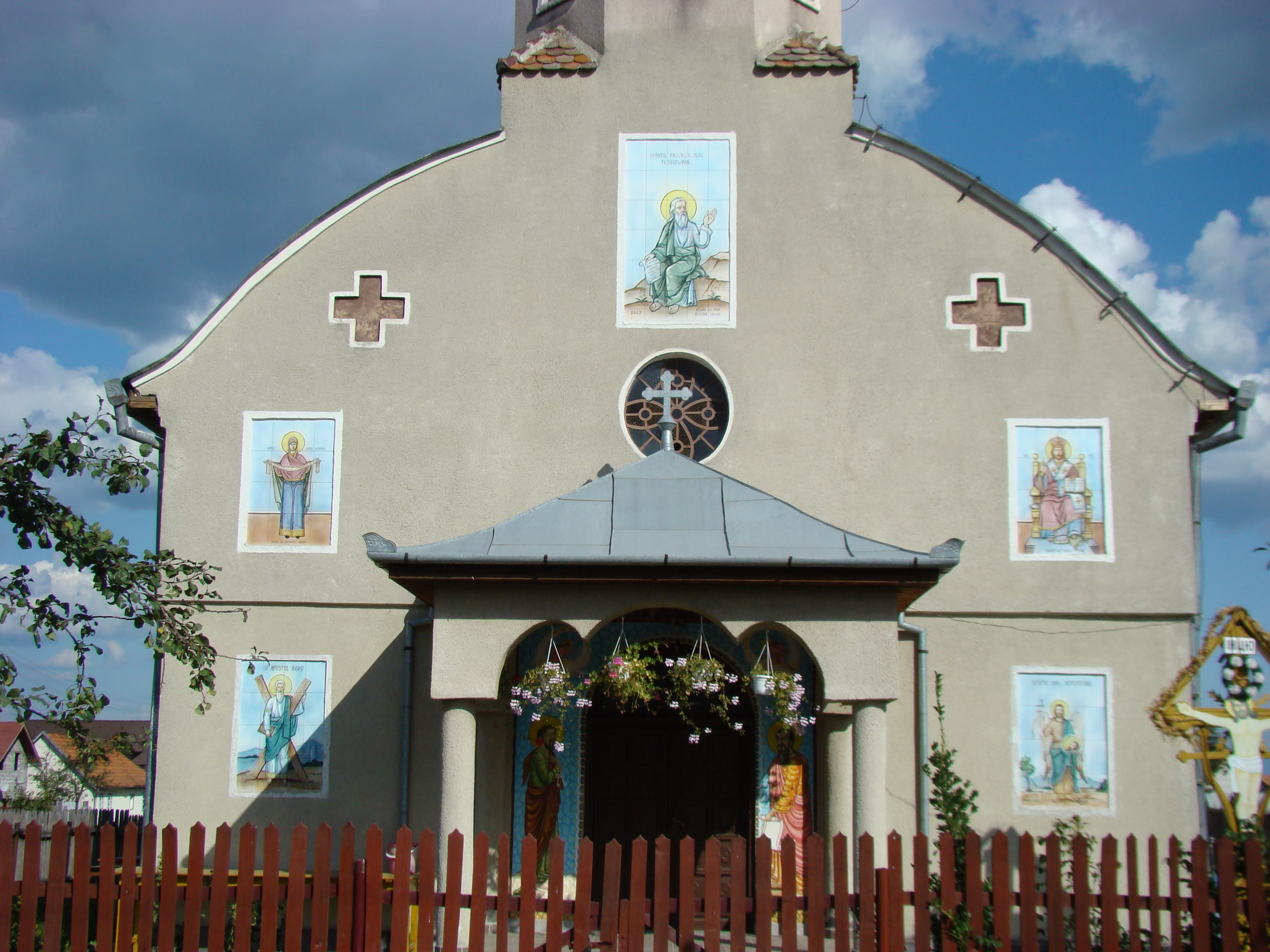
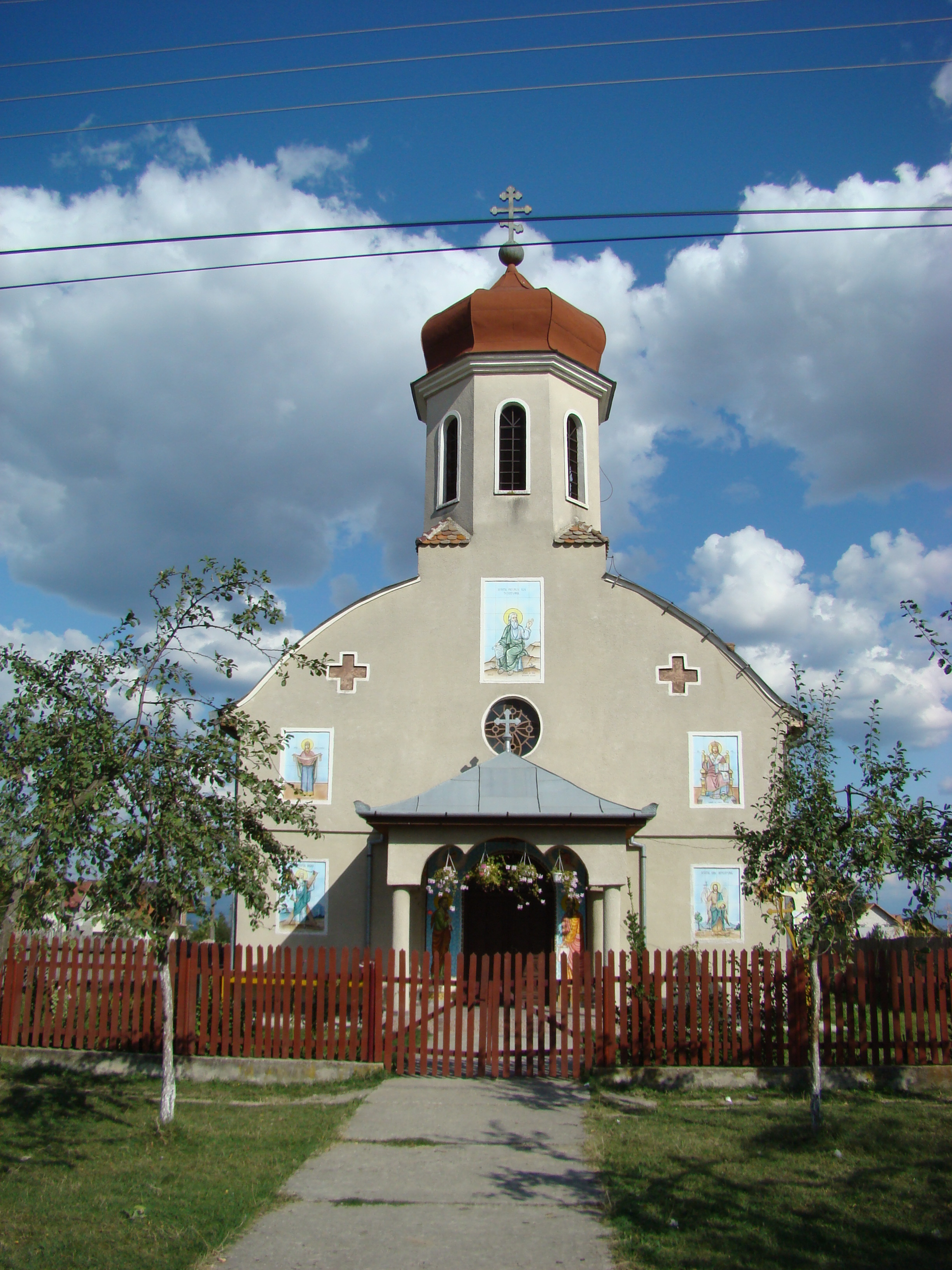